# Jonzac
Jonzac är en liten stad och kommun i västra Frankrike, belägen i departementet Charente-Maritime i regionen Nouvelle-Aquitaine.

## Läge
Jonzac ligger 115 km sydost om La Rochelle, som är huvudstad i Charente-Maritime och 70 km norr om Bordeaux, den stora staden i sydvästra Frankrike. Staden ligger också omkring 85 km sydväst om Rochefort, 60 km öster om Royan och 38 km söder om Saintes, de tre andra huvudorterna i Charente-Maritime.
Jonzac ligger 32 km söder om Cognac, som är en stad i departement Charente.
Den lilla floden Seugne, som är en vänsterbiflöde av Charente, rinner genom Jonzac som ligger söder om den gamla provinsen Saintonge.

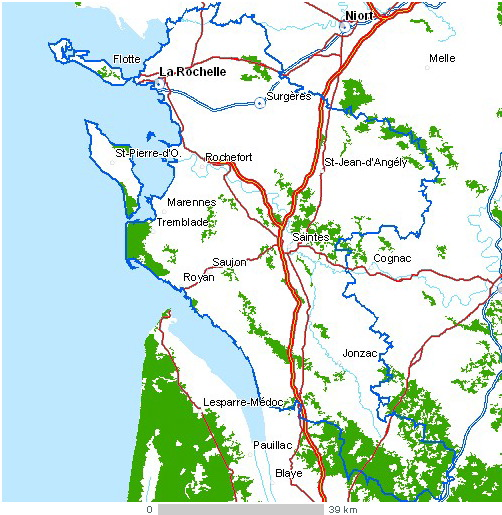
Karta över det franska departementet Charente-Maritime. Jonzac ligger sydöst om La Rochelle.

## Näringsliv
Staden är framför allt känd som administrativ ort och det är en viktig handelsplats med köpcentrum och flera snabbköp. Staden är också ett litet industrisamhälle (spritfabriker).
Jonzac blev turistort genom sitt berömda slott, sin romanska kyrka och sitt nunnekloster grundat i 1505. Hela stadskärnan med flera gågator är belägen på slottsplatsen. Däremot ligger vissa stadsdelar vid de högra och vänstra stränderna av Seugne.
Det är framför allt en kurort med 10 000 patienter varje år.

## Befolkning
Jonzac är en liten stad med ungefär 3 500 invånare. År 1946 hade orten omkring 3 800 invånare och ungefär 4 300 år 1975.
Dess invånare kallas på franska Jonzacaises (f) och Jonzacais (m).

## Befolkningsutveckling
Antalet invånare i kommunen Jonzac
| Referens: INSEE |

## Bilder på Jonzac

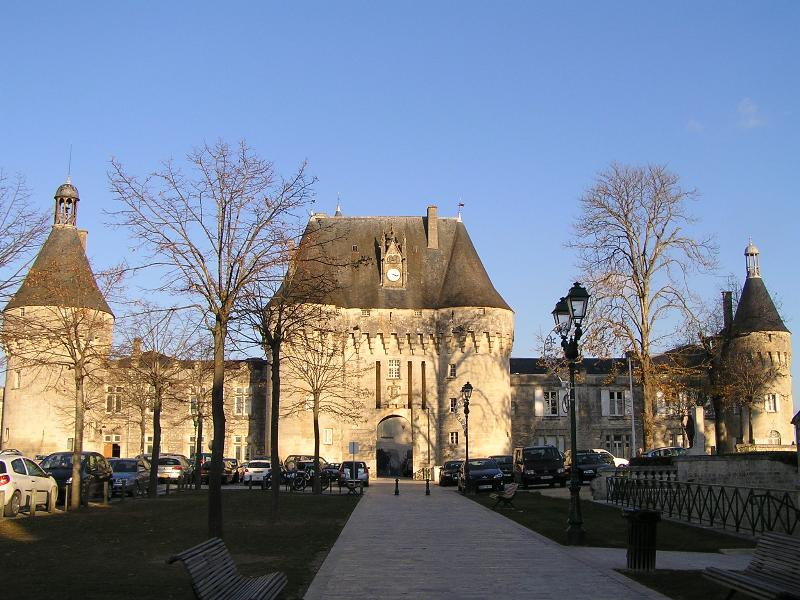
Jonzacs slott.
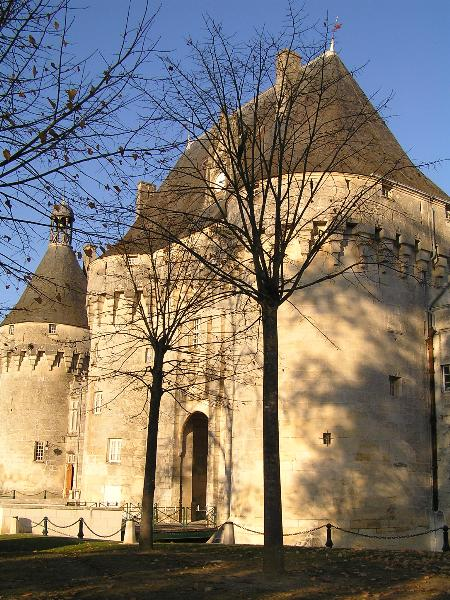
Stadsporten.
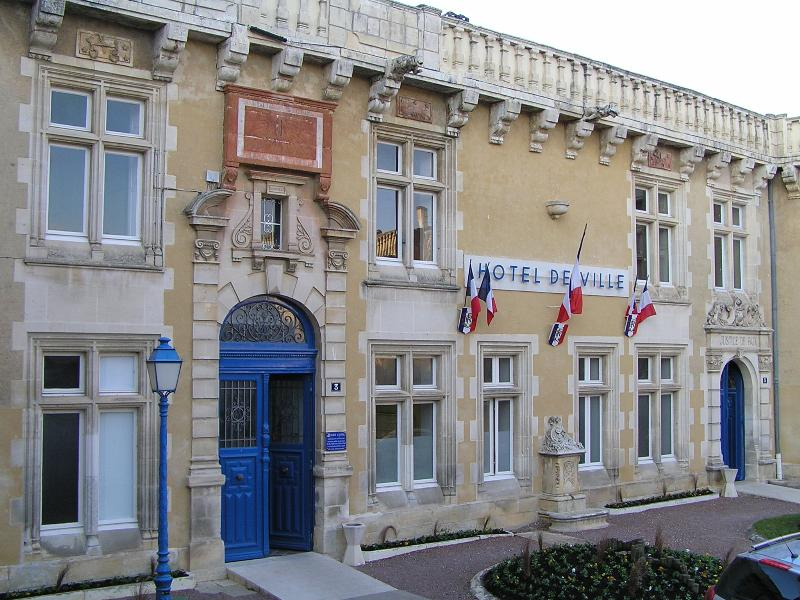
Jonzacs stadshus.
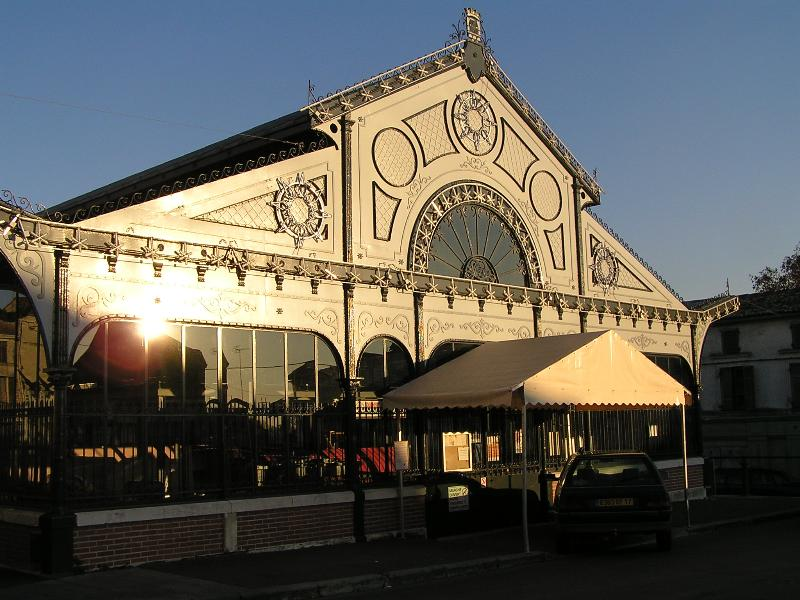
Jonzacs saluhall, byggd på 1850-talet..
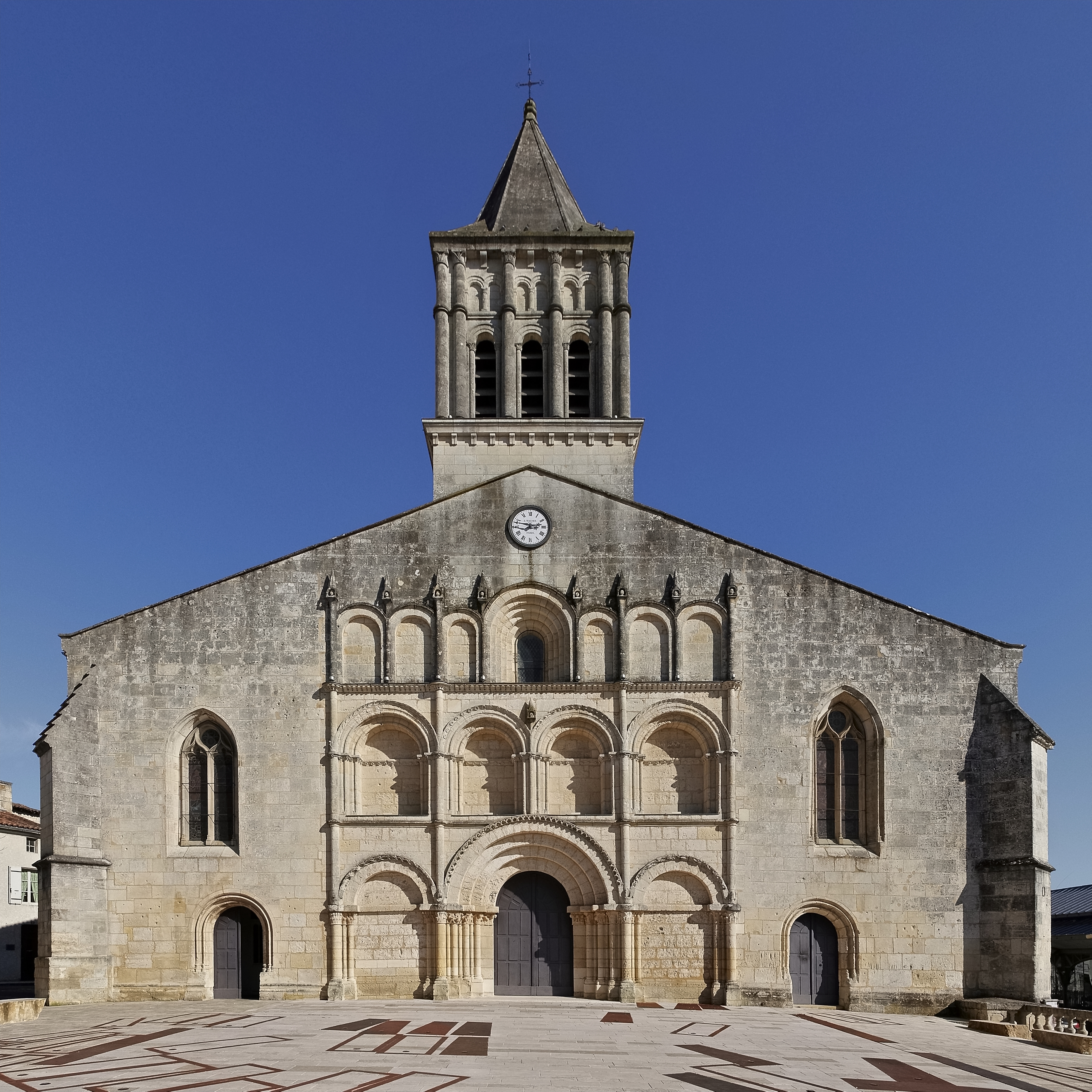